# Ametrida centurio
Ametrida centurio е вид бозайник от семейство Phyllostomidae, единствен представител на род Ametrida.

## Разпространение
Видът е разпространен в Южна и Централна Америка.